# The Ultimate Collection (álbum de Ace of Base)
The Ultimate Collection é uma compilação do grupo Ace of Base lançada pela Universal dos Países Baixos em 2005. Os dois primeiros discos contém alguns dos seus maiores sucessos, e um terceiro disco é composto apenas por remixes, principalmente das canções do álbum de estreia.

## Faixas
Disco 1
1. "All That She Wants"
2. "Wheel of Fortune"
3. "Happy Nation"
4. "The Sign"
5. "Waiting for Magic"
6. "Don't Turn Around"
7. "Living in Danger"
8. "Lucky Love"
9. "Beautiful Life"
10. "Never Gonna Say I'm Sorry"
11. "My Déjà Vu"
12. "Perfect World"
13. "Life Is a Flower"
14. "Cruel Summer"

Disco 2
1. "Donnie"
2. "Travel to Romantis"
3. "Always Have, Always Will"
4. "Everytime It Rains"
5. "Cecilia"
6. "Tokyo Girl"
7. "C'est la Vie"
8. "Hello Hello"
9. "Love in December"
10. "Beautiful Morning"
11. "Unspeakable"
12. "The Juvenile"
13. "Da Capo"
14. "What's the Name of the Game"

Disco 3
1. "Wheel of Fortune" [Original Club Mix][*]
2. "My Mind" [Mindless Mix][*]
3. "All That She Wants" [Banghra Version][*]
4. "Happy Nation" [Remix][*]
5. "The Sign" [Dub Version][*]
6. "Don't Turn Around" [Stretch Version][*]
7. "Lucky Love" [Armand's 'British Nites' Remix][*]
8. "Cruel Summer" [Big Bonus Mix][*]
9. "Megamix: Wheel of Fortune/All That She Wants/Don't Turn Around/The Sign"